# VIIIe législature du Parlement de Cantabrie
La VIIIe législature du Parlement de Cantabrie est un cycle parlementaire du Parlement de Cantabrie, d'une durée de quatre ans, ouvert le 16 juin 2011 à la suite des élections du 22 mai précédent et clos le 31 mars 2015.

## Bureau
| Poste                  | Titulaire            | Parti | Parti    |
| ---------------------- | -------------------- | ----- | -------- |
| Président              | José Antonio Cagigas |       | PP       |
| Premier vice-président | Luis Albalá          |       | PP       |
| Second vice-président  | Francisco López      |       | PRC      |
| Première secrétaire    | Ruth Beitia          |       | PP       |
| Seconde secrétaire     | Lola Gorostiaga      |       | PSC-PSOE |

## Groupes parlementaires
| Nom | Nom                 | Début | Fin | Porte-parole          |
| --- | ------------------- | ----- | --- | --------------------- |
|     | Groupe populaire    | 20    | 20  | Eduardo Van den Eynde |
|     | Groupe régionaliste | 12    | 12  | Rafael de la Sierra   |
|     | Groupe socialiste   | 7     | 7   | Eva Díaz Tezanos      |

## Commissions parlementaires
| Commission                                                                      | Président                   | Parti | Parti |
| ------------------------------------------------------------------------------- | --------------------------- | ----- | ----- |
| Commissions permanentes législatives                                            |                             |       |       |
| Commission de l'Économie, des Finances et de l'Emploi                           | Luisa Bartolomé             | PRC   |       |
| Commission de l'Éducation, de la Culture et des Sports                          | Íñigo Fernández             | PP    |       |
| Commission de l'Élevage, de la Pêche et du Développement rural                  | Mercedes Toribio            | PP    |       |
| Commission de l'Innovation, de l'Industrie, du Tourisme et du Commerce          | Eduardo Van den Eynde       | PP    |       |
| Commission de l'Environnement, de l'Aménagement du territoire et de l'Urbanisme | Julio Cabrero               | PP    |       |
| Commission des Travaux publics et du Logement                                   | José Manuel Igual           | PP    |       |
| Commission de la Présidence et de la Justice                                    | Ruth Beitia                 | PP    |       |
| Commission de la Santé et des Services sociaux                                  | Ildefonso Calderón          | PP    |       |
| Commissions permanentes non-législatives                                        |                             |       |       |
| Commission du Règlement                                                         | José Antonio Cagigas        | PP    |       |
| Commission des Pétitions                                                        | José Antonio Cagigas        | PP    |       |
| Commission du Statut des députés                                                | María José Sáenz de Buruaga | PP    |       |
| Commissions non-permanentes                                                     |                             |       |       |
| Commission spéciale sur le Handicap                                             | Mercedes Toribio            | PP    |       |
| Commissions d'enquête                                                           |                             |       |       |
| Commission d'enquête sur la gestion de l'entreprise Cantur                      | Julio Bartolomé             | PP    |       |
| Commission d'enquête sur les actions du gouvernement de Cantabrie               | Eduardo Van den Eynde       | PP    |       |

## Gouvernement et opposition
| Candidat           | Date                                    | Vote       |    |     |      | Résultat |
| Candidat           | Date                                    | Vote       | PP | PRC | PSOE | Résultat |
| Ignacio Diego (PP) | 23 juin 2011 (majorité absolue requise) | Oui        | 20 |     |      | 20 / 39  |
| Ignacio Diego (PP) | 23 juin 2011 (majorité absolue requise) | Non        |    | 12  | 7    | 19 / 39  |
| Ignacio Diego (PP) | 23 juin 2011 (majorité absolue requise) | Abstention |    |     |      | 0 / 39   |

## Désignations

### Sénateurs
| Parti | Parti | Sénateur désigné     | Voix |
| ----- | ----- | -------------------- | ---- |
| PP    |       | Tamara González Sanz | 20   |